# 尹蘭中
尹蘭中（韓語：윤난중），韓國電視劇編劇。

## 作品

### 電視劇
- 2010年：KBS《Drama Special－偉大的桂春彬》
- 2010年：KBS《Drama Special－最後的閃光人》
- 2010年：KBS《Drama Special－蝸牛考試院》
- 2011年：tvN《花美男拉麵店》
- 2013年：KBS《職場之神》
- 2015年：tvN《豪苟的愛》
- 2017年：tvN《今生是第一次》

## 外部連結
- NAVER搜索